# Kristoff Verbist
Kristoff Verbist is een personage uit de soap Thuis dat gespeeld werd door Michael De Cock van 1997 tot 2001.

## Rol
Kristoff is de broer van Joeri Verbist, Sabine Verbist en Eva Verbist en de zoon van Fernand Verbist en Linda Lievens. Hij was een moeilijke jongen die vaak in problemen zat. Samen met zijn broer Joeri zat hij zelfs eens in een roofbende, waar hij toen bijna is overleden. Hij had een kortstondige relatie met Peggy Verbeeck, dochter van Rosa Verbeeck.

## Verdwijning
Nadat Pierre zijn vader Fernand vermoord had en zijn moeder Linda daarop Pierre vermoordde, moest Linda naar de gevangenis. Kristoff is toen samen met Senne en Dirk – zonder dat iemand het merkte – het gerechtsgebouw ingewandeld, wanneer moest worden voorgeleid, en slaagde er in om Linda te kunnen meenemen. Ze zijn daarna samen naar Zuid-Afrika gevlucht.